# Colla TI

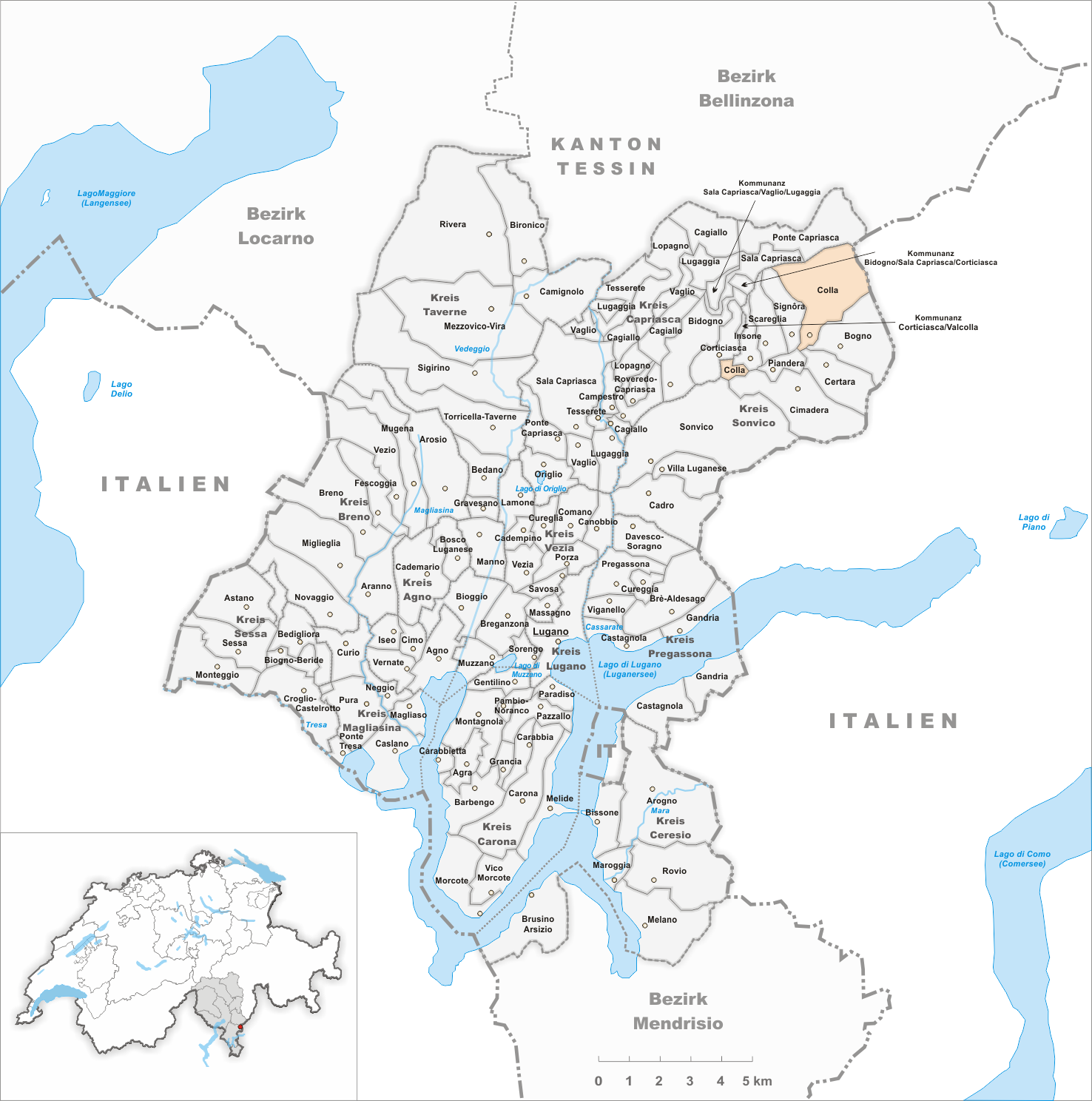
Gemeindestand vor der Fusion von 1956

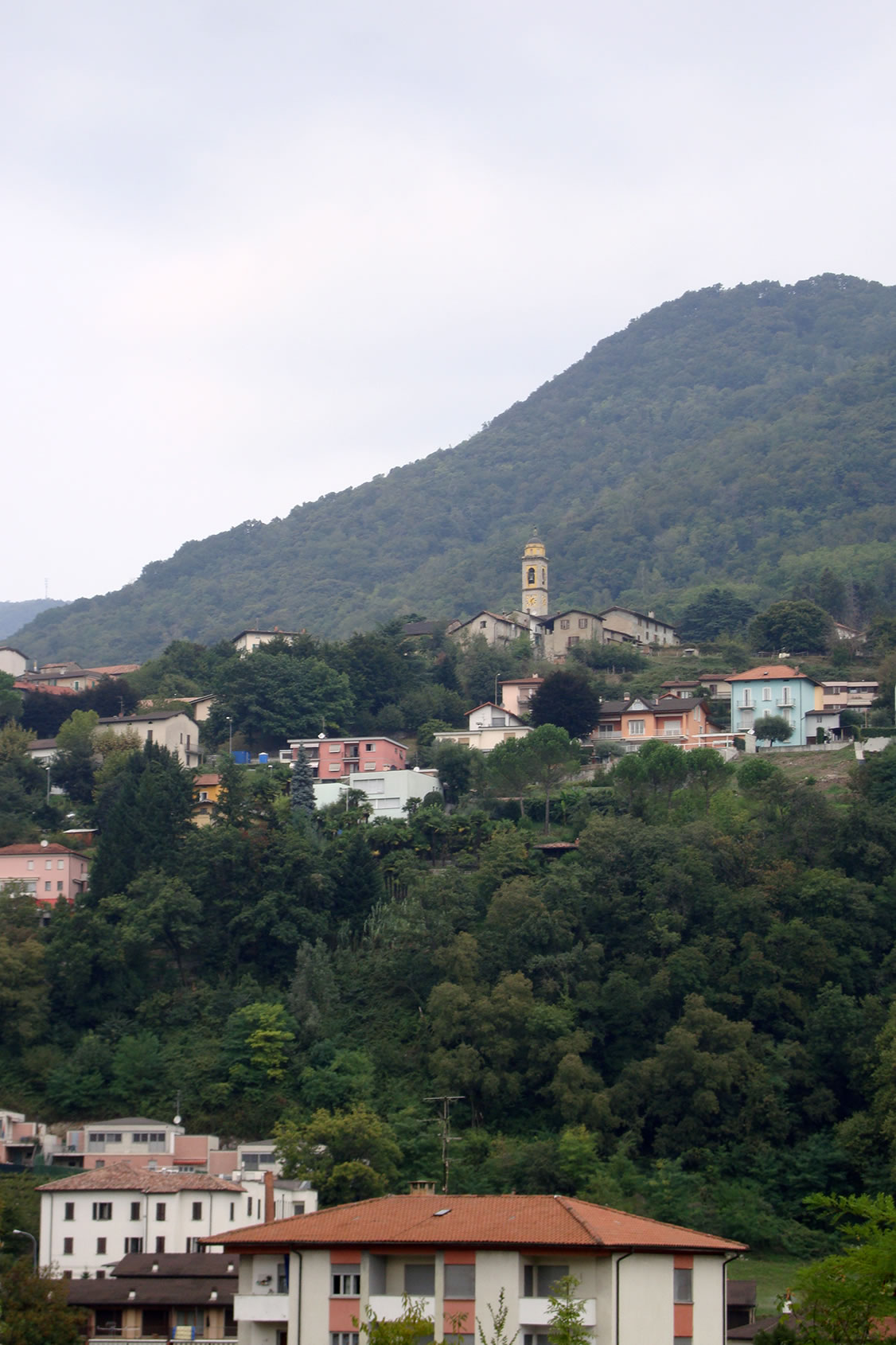
Dorf Colla

Colla war bis zum Jahre 1955 eine politische Gemeinde im Bezirk Lugano im Schweizer Kanton Tessin. Nach zwei Gemeindefusionen gehört die Ortschaft Colla heute zur Gemeinde Lugano.

## Geographie
Der Weiler liegt am oberen Ende des Val Colla auf einer Höhe von 996 m. ü. M., am Südfusse des 2116 m ü. M. hohen Gazzirola. Der Passo San Lucio (1541 m ü. M.) führt von hier in die italienische Gemeinde Cavargna.

## Geschichte
Colla fusionierte 1956 mit den Gemeinden Scareglia, Insone, Piandera und Signôra zur neuen – seit 2013 ihrerseits zu Lugano gehörenden – Gemeinde Valcolla. Als Bürgergemeinde (Patriziat) existiert sie jedoch heute noch.

## Bevölkerung
Einwohnerzahlen: Volkszählungsdaten  bis Jahr 1769 inkl. Bogno

## Sehenswürdigkeiten
Sakrale Bauten
- Pfarrkirche Santi Pietro und Paolo[4][5]
- Oratorium Madonna del Carmine im Ortsteil Cozzo, erbaut 1819[4]
- Oratorium San Luigi IX und Sant’Anna, im Ortsteil Curtina, erbaut im 16. Jahrhundert; erneuert 1850 und 1920[4]

Zivile Bauten
- Gedeckte Holzbrücke unterhalb des Ortsteils Curtina[4] über den Cassarate
- weitere Holzbrücke im Ortsteil Molini[4]

## Persönlichkeiten
- Angelo Bassi (* um 1790 in Colla; † 9. Dezember 1846 ebenda), Priester, Pfarrer von Colla, 1834–1846 Abgeordneter im Tessiner Grossrat.[6]